# Nick Vujicic
Nicholas James "Nick" Vujicic (phát âm "VOO-yee-cheech", tiếng Serbia: Николас Џејмс Вујичић, Nikolas Džejms Vujičić, sinh ngày 4 tháng 12 năm 1982) là một người truyền bá Phúc Âm và diễn giả truyền cảm hứng người Úc gốc Serbia, khi được sinh ra đã không có tứ chi mà chỉ có 1 bàn chân và 2 ngón chân nhỏ.
Nick bị hội chứng tetra-amelia bẩm sinh, một loại rối loạn hiếm gặp, gây ra sự thiếu vắng cả bốn chi. Từ thuở ấu thơ, anh đã bị cụt tay và chân và phải đấu tranh cả về tinh thần, tình cảm cũng như thể xác, nhưng rồi cuối cùng anh đã quyết định đối mặt với khuyết tật của mình. Năm 17 tuổi, Nick thành lập tổ chức phi lợi nhuận của riêng mình với tên gọi Life Without Limbs (nghĩa là "Cuộc sống không có tay chân"). Vujicic đi khắp nơi trên thế giới để diễn thuyết truyền động lực về cuộc sống của một người khuyết tật mang hy vọng và mong muốn tìm được ý nghĩa cuộc sống. Nick cũng nói về đức tin của anh, rằng Chúa có thể sử dụng bất kì tấm lòng nào sẵn sàng làm công việc của Ngài và rằng Chúa là Đấng đắc thắng mọi sự khuyết tật. Anh đã tốt nghiệp đại học và trở thành một diễn thuyết gia nổi tiếng về chủ đề làm chủ cuộc sống. Hiện tại Nick đang sinh sống ở Mỹ.

## Tiểu sử và đời sống cá nhân
Nick Vujicic sinh ngày 4 tháng 12 năm 1982 tại Melbourne, Úc. Cha mẹ của anh là Dushka (Душка) và Boris Vujicic (Борис Вујичић). Mặc dù là một đứa trẻ khỏe mạnh nhưng từ khi sinh ra Nick đã không có cả hai chi trên và dưới mà chỉ có hai bàn chân nhỏ (một trong số đó có hai ngón chân). Anh có hai anh chị em ruột là Michelle và Aaron.
Ban đầu, luật pháp tiểu bang Victoria không cho phép Nick đi học ở những trường chính thống vì khiếm khuyết cơ thể dù rằng anh không có vấn đề gì về mặt thần kinh. Tuy vậy, Nick đã trở thành một trong những học sinh khuyết tật đầu tiên được đi học ở một trường chính thống khi những điều luật này thay đổi. Tuy nhiên, sự thiếu vắng tay chân đã biến anh thành mục tiêu của sự chế giễu. Anh rơi vào tình trạng bị trầm cảm tồi tệ. Năm 8 tuổi, Nick đã có ý định tự tử. Năm 10 tuổi, anh thậm chí còn cố gắng dìm mình trong bồn tắm, nhưng tình yêu đối với cha mẹ đã không cho phép anh làm điều đó. Anh từng nói trong đoạn video nhạc "Something more" ("Điều lớn hơn") rằng Chúa đã có kế hoạch cho cuộc đời của anh và đó là lý do vì sao anh đã không thể dìm mình xuống bồn tắm.
Nick từng cầu nguyện rằng Chúa sẽ ban cho anh cả hai cánh tay và đôi chân. Anh còn bảo Chúa rằng, nếu lời cầu nguyện của anh không được đáp lời thì anh sẽ không bao giờ ngợi khen tôn vinh Ngài nữa. Thế nhưng, một bước ngoặt trong đức tin của anh đã đến khi mẹ anh cho anh xem một bài báo viết về một người đàn ông nọ phải đối mặt với khuyết tật tồi tệ của mình. Nick ngộ ra rằng anh chẳng phải trường hợp độc nhất phải chiến đấu với khuyết tật và bắt đầu chấp nhận khiếm khuyết cơ thể của bản thân. Sau chuyện này, Nick nhận ra rằng sự thành công của mình có thể truyền cảm hứng cho nhiều người khác và giúp anh trở nên người biết trân trọng cuộc sống của mình.
Nick dần tìm ra cách sống một cuộc sống đầy đủ mà không có tứ chi, anh học được thành thạo những kỹ năng đời thường mà một người bình thường thực hiện dễ dàng. Nick viết bằng việc kết hợp hai ngón chân của bàn chân trái với một cái cán đặc biệt trượt trên ngón chân cái. Nick cũng sử dụng máy vi tính và có thể gõ đến 45 từ mỗi phút bằng cách sử dụng phương pháp "gót chân và ngón chân". Anh cũng học cách ném bóng quần vợt, chơi trống có bàn đạp, mang cốc nước, chải tóc, đánh răng, trả lời điện thoại và cạo râu. Ngoài ra Nick còn tham gia chơi golf, chơi bóng, bơi và thậm chí là cả nhảy dù (với sự trợ giúp của người khác).
Khi còn học trung học, anh được bầu là đại diện cho học sinh trường trung học MacGregor State tại Queensland. Anh làm việc với hội đồng học sinh ở những sự kiện gây quỹ cho các tổ chức từ thiện địa phương và các cuộc vận động vì người khuyết tật. Năm 17 tuổi, anh bắt đầu những buổi nói chuyện trong nhóm cầu nguyện của mình và sau đó sáng lập tổ chức phi lợi nhuận Life without Limbs (Cuộc sống không tay chân).
Nick đã viết rằng: anh giữ đôi giày của mình trong tủ quần áo với niềm tin vào những phép màu.
Nick cho rằng: Nếu anh sinh ra tại một vài quốc gia thuộc thế giới thứ ba thì tình trạng khuyết tật của anh có thể sẽ bị xem là một lời nguyền hay nỗi ô nhục của cha mẹ, và anh có thể bị giết từ lúc sinh ra đời.
Nick hiện đang định cư ở Los Angeles, California, Mỹ. Ngày 12 tháng 2 năm 2012, anh kết hôn với vị hôn thê của mình là Kanae Miyahara. Ngày 13 tháng 2 năm 2013, con trai họ là Kiyoshi James Vujicic chào đời với cân nặng khoảng 3,9 kg.

## Cơ duyên

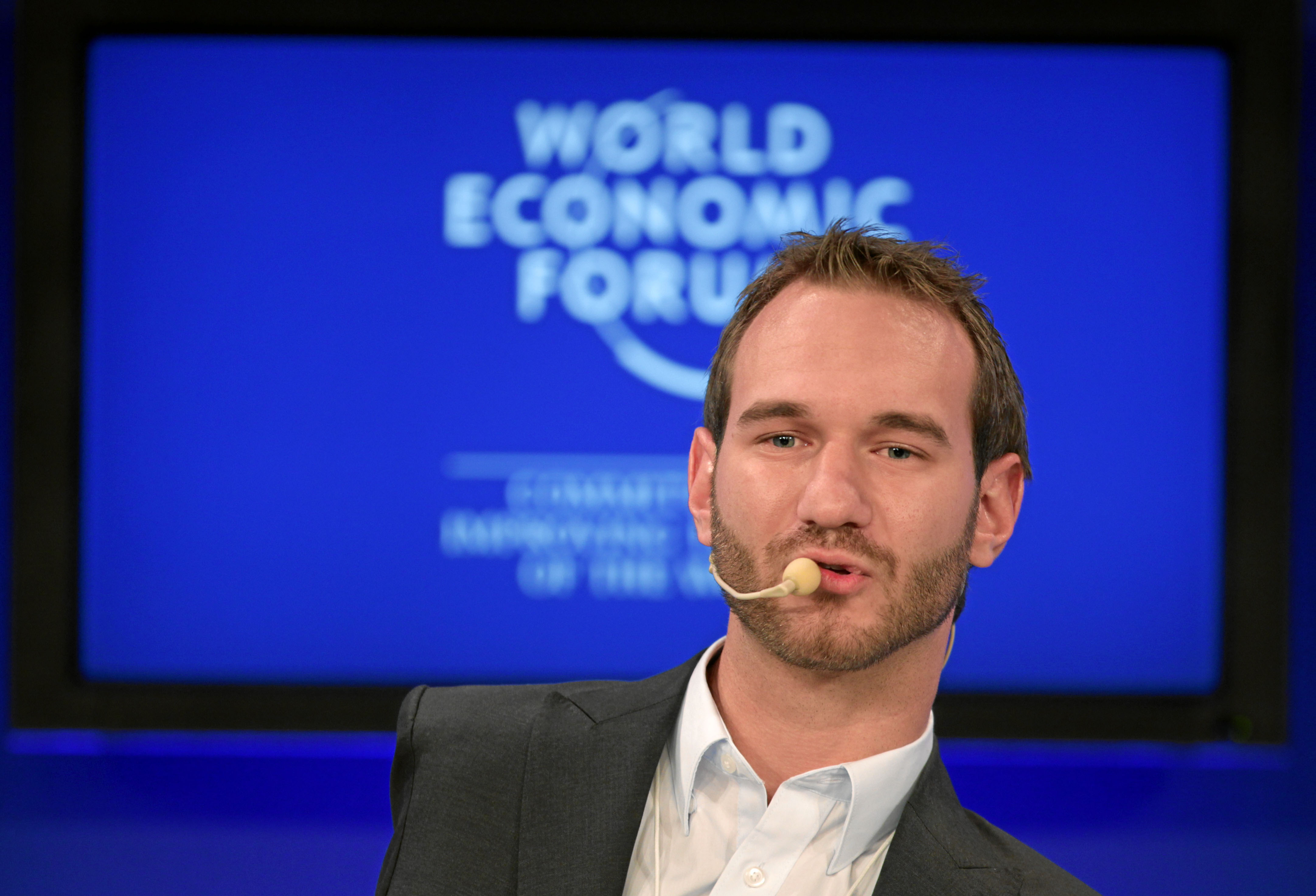
Nick nói chuyện trong buổi làm việc tại hội nghị thường niên Diễn đàn Kinh tế thế giới Davos, Thụy Sĩ

Năm 15 tuổi, khi đọc câu chuyện người đàn ông bị mù trong sách Phúc Âm của Kinh Thánh, Nick đã nhận ra là "Tôi không phải là một người bị trừng phạt. Tôi là sự sáng tạo đặc biệt để Chúa hiển lộ công việc của Ngài qua tôi...", sau đó, khi lớn lên, anh nghĩ là khuyết tật của anh sẽ giúp anh mang thông điệp hy vọng đến với nhiều quốc gia, với hàng triệu con người, và theo anh là "khuyết tật lớn nhất của con người là quyết định đầu hàng số phận".
Nick tốt nghiệp Đại học Griffith năm 21 tuổi với tấm bằng kép ngành kế toán và lập kế hoạch tài chính. Sau đó, anh trở thành nhà diễn thuyết truyền động lực, chu du nhiều nước trên thế giới và chủ yếu nói chuyện về những vấn đề của tuổi vị thành niên. Anh đã nói chuyện với hơn 3 triệu người tại hơn 24 quốc gia trên 5 châu lục. Nick nói chuyện với nhiều khán giả, giáo đoàn, và trường học.
Nick quảng bá công việc của anh qua các chương trình truyền hình và những bài viết của anh. Cuốn sách đầu tay của Nick - Life Without Limits: Inspiration for a Ridiculously Good Life (nhà xuất bản Random) - ra mắt công chúng năm 2010. Nick đưa ra thị trường DVD Life's Greater Purpose - một bộ phim tài liệu được bấm máy vào năm 2005, có nội dung thuật lại cuộc sống gia đình và những hoạt động thường ngày của Nick. Phần thứ hai của DVD được quay tại hội thánh Tin Lành địa phương của anh ở Brisbane – một trong những bài nói chuyện về động lực cuộc sống đầu tiên của anh. Nick cũng giới thiệu đĩa DVD dành cho giới trẻ với nhan đề No Arms, No Legs, No Worries: Youth Version.
Tháng 3 năm 2008, anh có buổi phỏng vấn với Bob Cummings cho chương trình truyền hình 20/20.

## Hoạt động diễn thuyết

### Nick Vujicic đến Việt Nam

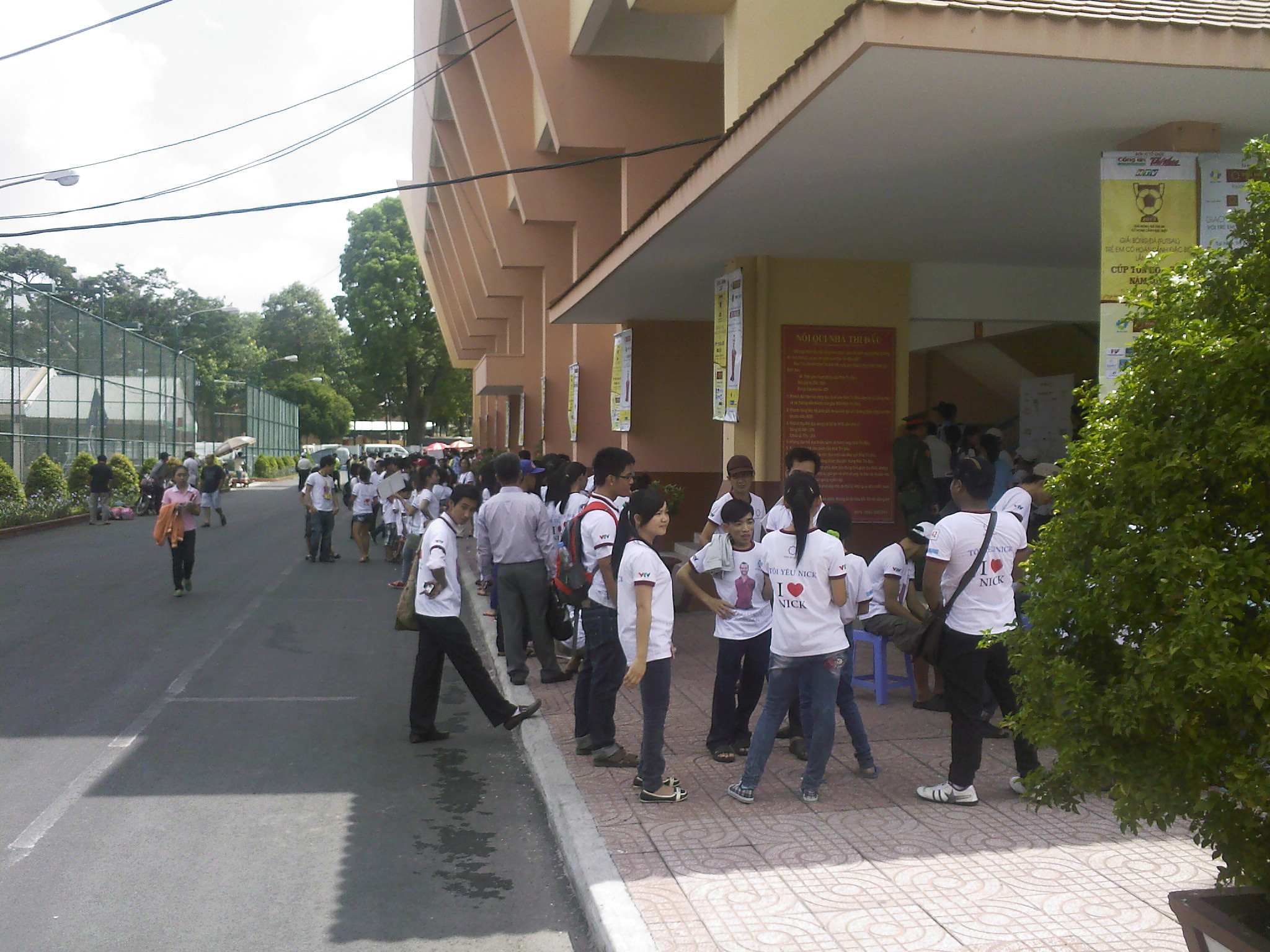
Khán giả xếp hàng chờ Nick Vujicic tại nhà thi đấu Quân khu 7, Thành phố Hồ Chí Minh ngày 25 tháng 5 năm 2013

Nick Vujicic được chào đón tại Việt Nam từ ngày 22 tháng 5 đến ngày 26 tháng 5 năm 2013. Vào tối ngày 22 tháng 5, anh giao lưu trong chương trình "Chào Việt Nam – Hãy sống cho điều ý nghĩa hơn" cùng 24 tấm gương "Hạt giống tâm hồn" của Việt Nam ở Trung tâm Hội nghị White Palace (Thành phố Hồ Chí Minh).
Sáng ngày 23 tháng 5, anh giao lưu cùng hơn 4.000 doanh nhân tại White Palace. Tối cùng ngày, anh giao lưu với các sinh viên trong chương trình "Đừng bao giờ từ bỏ khát vọng" tại Sân vận động Mỹ Đình, Hà Nội. Trong chương trình này, Nick chia sẻ rằng, sự cầu nguyện là điều quan trọng nhất trong cuộc đời của anh.
Sáng ngày 24 tháng 5, Nick giao lưu cùng các doanh nhân tại Trung tâm Hội nghị Quốc gia Việt Nam. Chiều cùng ngày, anh gặp gỡ trẻ em có hoàn cảnh đặc biệt và trẻ em Hà Nội. Sáng ngày 25 tháng 5, anh đá quả bóng khai mạc Giải Bóng đá Futsal "Trẻ em có hoàn cảnh đặc biệt" do Báo Công an Thành phố Hồ Chí Minh tổ chức, sau đó giao lưu với trẻ em có hoàn cảnh đặc biệt khó khăn trong chương trình "Hãy sống như Nicky" tại Nhà thi đấu Quân khu 7, Thành phố Hồ Chí Minh. Tối ngày 25 tháng 5, Nick giao lưu với sinh viên tại Sân vận động Thống Nhất, Thành phố Hồ Chí Minh. Ngày 26 tháng 5, Nick giao lưu tại Sân vận động Thống Nhất TP HCM, với sự tham gia kỷ lục của hơn 30 ngàn người và giao lưu tại Dinh Độc Lập. Những chương trình này đã gây xúc động và truyền cảm hứng, nghị lực cho nhiều người, có ý kiến của giới trẻ cho là "họ biết đến anh, nhưng để gặp một Nick thực sự gây xúc động, chỉ có cách tham dự buổi nói chuyện"
Nick Vujicic được khán giả chào đón nồng nhiệt tại Việt Nam nhưng bên cạnh đó, dư luận cũng gây xôn xao với một cuộc tranh luận lớn. Điển hình là việc toàn bộ chi phí cho sự kiện Nick Vujicic đến Việt Nam do Công ty Cổ phần Tập đoàn Hoa Sen chi trả với số tiền 36 tỷ Việt Nam đồng - bao gồm tiền bản quyền trả cho First News (là cơ sở dịch sách và phát hành sách của Nick tại Việt Nam), thuê bốn địa điểm diễn ra bảy sự kiện và giúp đỡ những người khuyết tật như cấp 40 học bổng trị giá 40 triệu cho những người trẻ khuyết tật - đã dẫn đến làn sóng tranh cãi về sự lãng phí và tính thiết thực về việc giúp đỡ người khuyết tật tại Việt Nam.

## Tác phẩm
- Sách: Life Without Limits, 2010 (Cuộc sống không giới hạn, dịch giả: Nguyễn Bích Lan) [20]
- Sách: Unstoppable (Không thể bị cản)
- Sách: Limitless (Không giới hạn)
- DVD: Life's Greater Purpose (Mục đích lớn hơn của cuộc sống)
- DVD: No Arms, No Legs, No Worries: Youth Version (Không tay, Không chân, Không lo lắng: Phiên bản Tuổi trẻ)